# Rue de la Martinique
La rue de la Martinique est une voie du 18e arrondissement de Paris, en France.

## Situation et accès
La rue de la Martinique est une voie publique située dans le 18e arrondissement de Paris. Orientée nord-sud, elle débute au 6, rue de la Guadeloupe et se termine au 25, rue de Torcy. Son côté ouest est occupé par le marché couvert de l'Olive. Pour cette raison, elle n'a que des numéros pairs.

## Origine du nom
Cette voie porte le nom de la Martinique, département français d'outre-mer situé aux Antilles.

## Historique
Cette voie est ouverte sur l'emplacement du marché aux vaches de l'ancienne commune de La Chapelle, supprimé après 1860.
Elle prend sa dénomination actuelle par un arrêté du 1er février 1877.